# Animesuki
AnimeSuki (tên được đặt từ những tiếng Nhật:anime và suki. Suki nghĩa là "thích" hay "yêu") là một trang web chủ yếu cung cấp những bản fansub của những anime chưa có bản quyền bằng hệ thống BitTorrent Peer-to-peer;AnimeSuki được sáng lập bởi GHDpro vào ngày 26/12/2002(1). AnimeSuki không phải là một tracker nhưng cung cấp link đến những tracker xuyên suốt trang web, có thể nói AnimeSuki là một trong những nguồn có sự hiểu biết rõ nhất những link của torrent anime chưa được mua bản quyền. Hầu hết những nhóm fansub trên AnimeSuki sử dụng Scarywater cho tracker của họ. Nó không bao gồm danh sách những anime khiêu dâm, và những phần ecchi thường có trong cảnh báo trước.

## Tình trạng bản quyền
Trang web này chỉ kết nối đến những anime vẫn chưa được mua bản quyền bởi bất cứ công ty Mỹ nào. Một khi một anime được mua bản quyền, nó sẽ bị gỏ bỏ ngay lập tức khỏi trang web, và được liệt vào danh sách đã bản quyền hóa.